# Siniconops maculifrons
Siniconops maculifrons är en tvåvingeart som först beskrevs av Krober 1916.  Siniconops maculifrons ingår i släktet Siniconops och familjen stekelflugor. Inga underarter finns listade i Catalogue of Life.